# Тегеранский базар
Тегеранский базар (перс. بازار تهران‎ — бāзāр-е техрāн), Гранд базар, Большой Базар (перс. بازار بزرگ‎ — бāзāр-е бозорг) — главный городской базар Тегерана, крупнейший в мире крытый рынок. Тегеранский базар расположен на территории одноименного района в 12-м городском округе. Базар занимает площадь около 3 км², а совокупная длина его коридоров превышает 10 км.
По сути, базар — это непосредственный исторический центр столицы Ирана, так как в 6 тысячелетии до н. э. деревня Тегеран возникла именно на месте современного базара. Несмотря на появление в Тегеране новых магазинов и торговых центров, базар продолжает пользоваться популярностью среди жителей города и туристов.

## Галерея
- Вход в базар
- Витражи внутри Гранд базара Тегерана
- Шах Мечеть Тегерана находится рядом с Гранд базаром
- Вход из Шах Мечети на Гранд базар Тегерана
- Внутри коридора на Гранд базаре Тегерана
- Потолки коридора на Гранд базаре Тегерана
- Ковровые магазины на Гранд базаре Тегерана
- Магазин нижнего белья на Гранд базаре Тегерана
- Дворец Рошан
- Гранд базар в Тегеране во время забастовки в знак протеста против экономической ситуации 25.06.2018.
- Северный вход
- Внутри Гранд базара Тегерана